# نقابة الفنانين الأردنيين
نقابة الفنانين الأردنيين هي نقابة مهنية تتمتع بالاستقلال المادي والإداري، صدر قانون نقابة الفنانين سنة 1997، تقع في العاصمة الأردنية عمان. تتكون النقابة من الأعضاء الممارسين لإحدى المهن الفنية التالية: العزف والغناء، التمثيل التلفزيوني والمسرحي، الإخراج، التلحين، والمهن الفنية التقنية للفنون الدرامية.

## مجلس النقابة
يتألف مجلس النقابة من أحد عشر عضواً وهم النقيب وعضوين عن كل مهنة من المهن الفنية، ويتم اختيار الأعضاء بالانتخاب، وتكون مدة العضوية في النقابة سنتين من تاريخ الانتخاب.
يرأس مجلس النقابة في دورته الحالية النقيب حسن الخطيب، أما أعضاء المجلس فهم: عايد علقم، خليل مصطفى، ضرغـام بشناق، محمد خير الرفاعي، محمد المراشدة، عبد الرزاق مطرية، صبحي الشرقاوي، هزاع البرماوي، وصفي الطويل، وبشارة الربضي.

## أهداف النقابة
تعمل النقابة على نشر رسالة الفن والتعريف بها وتساهم النقابة في الندوات والمؤتمرات والمعارض والمهرجانات في المجالات الفنية والثقافية داخل الأردن وخارجها. وتقوم بتنشيط الحركة الفنية في الأردن وتطويرها ورفع مستوى ممارسة المهنة وضمان حرية الفنان في أداء رسالته والاستمرار فيها، كما ترعى النقابة مصالح أعضائها، وتقدم الخدمات الاجتماعية والثقافية لهم وتوفر الرعاية الصحية لهم ولعائلاتهم وترعى القاصرين من أولادهم، وتقوم النقابة عن طريق صندوق التقاعد بضمان راتب تقاعدي للعضو.